# Miniaturkoran
Ein Miniaturkoran (arabisch مصحف لطيف, DMG muṣḥaf laṭīf), Amulettkoran oder Anhängerkoran (arabisch مصحف حمائلي, DMG muṣḥaf ḥamāʾilī) ist eine Ausgabe des Korans, die aufgrund ihrer geringen Größe im geschlossenen Zustand die Verwendung als Anhänger oder Amulett ermöglicht. In fast allen Miniaturkoranen ist der gesamte Korantext enthalten, aber die Schrift ist oftmals so klein, dass sie mit bloßem Auge nur schwer zu lesen ist. Bis zum 19. Jahrhundert wurden Miniaturkorane überwiegend als Manuskripte hergestellt, hauptsächlich in Kodex- und Rollenform, danach wurden sie gedruckt. Diese gedruckten Exemplare sind auch heute bei Muslimen als Anhänger beliebt, z. B. an den Innenspiegeln von Autos. Ihre handgeschriebenen Vorgänger wurden in Säckchen oder Schatullen aufbewahrt und unter anderem am Körper getragen und an die Spitzen von Fahnenstangen gebunden. In beiden Fällen wurde ihnen höchstwahrscheinlich eine apotropäische (d. h. vor Gefahr schützende) Wirkung zugesprochen.

## Definition

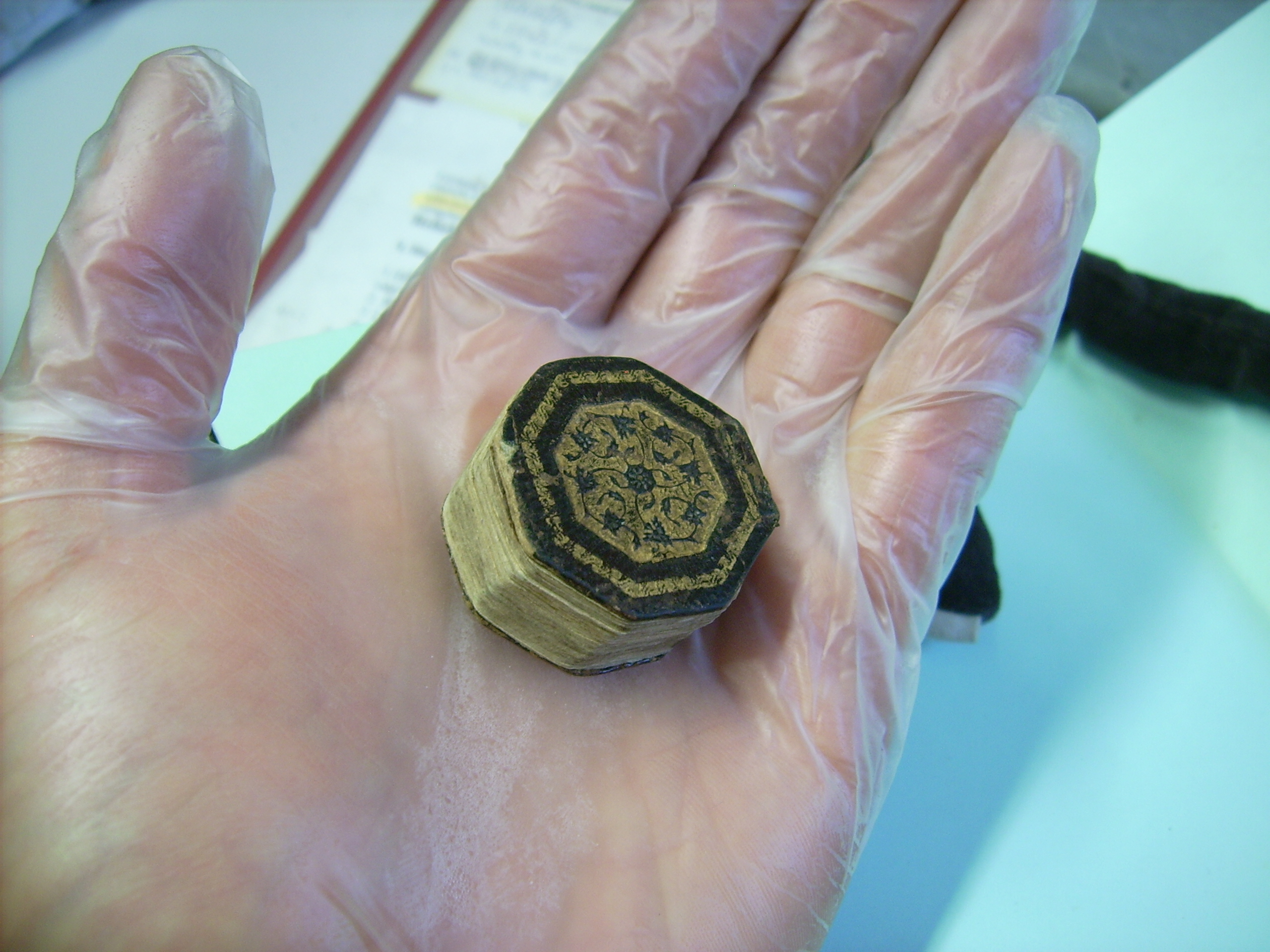
Miniaturkoranmanuskript Cod.arab. 1114 der Bayerischen Staatsbibliothek München (3,5 × 3,7 × 1,5 cm, wahrscheinlich Osmanisches Reich, ca. 15.–16. Jh.)

Während moderne Sammler von Miniaturbüchern bestimmte Maximalwerte festsetzen, etwa bei der Höhe des Buchrückens, gibt es solche Konventionen für Miniaturkorane nicht. Grundsätzlich ist daher weder in Bezug auf die Größe des ganzen Buches, noch bei der Schriftgröße, eine scharfe Abgrenzung zu anderen kleinen Koranausgaben möglich. Handschriftlich hergestellte Miniaturkorane treten jedoch im Vergleich mit größeren Exemplaren als eine erkennbar eigene Gruppe hervor, die bestimmte Tendenzen in Bezug auf ihre Abmessungen aufweist: Die Höhe der Kodizes (bei querformatigen Kodizes die Breite) und die Breite der Manuskripte in Rollenform übersteigen selten 10 cm. Die Schrift weist meist einen Zeilenabstand von 1–3 mm auf. Bei gedruckten Miniaturkoranen liegen beide Werte typischerweise noch tiefer; die Kodizes sind selten höher als 6 cm.
Abgesehen von den Maßen können auch andere Eigenschaften und Umstände dafür sprechen, dass es sich um einen Miniatur- oder Anhängerkoran handelt, z. B. ein dazugehöriges Behältnis, das sich verschließen und aufhängen lässt, eine ungewöhnliche Buchform (eine Rolle oder ein Kodex in Form einer runden Scheibe oder eines oktogonalen Prismas), oder – vor allem bei historischen Miniaturkoranen – Belege für die Nutzung dieser oder ähnlicher Objekte als Anhänger bzw. Amulett. Der mindestens seit dem 15. Jahrhundert belegte arabische Begriff muṣḥaf ḥamāʾilī impliziert genau diese Art der Verwendung, denn die Pluralform ḥamāʾil bezeichnet das Schwertgehänge bzw. im weiteren Sinne alles, was aufgehängt wird, und damit auch Amulette. Ein solcher „Anhängerkoran“ hätte seinen Namen demnach durch die Art seiner Verwendung erhalten.

## Formen von Miniaturkoranmanuskripten

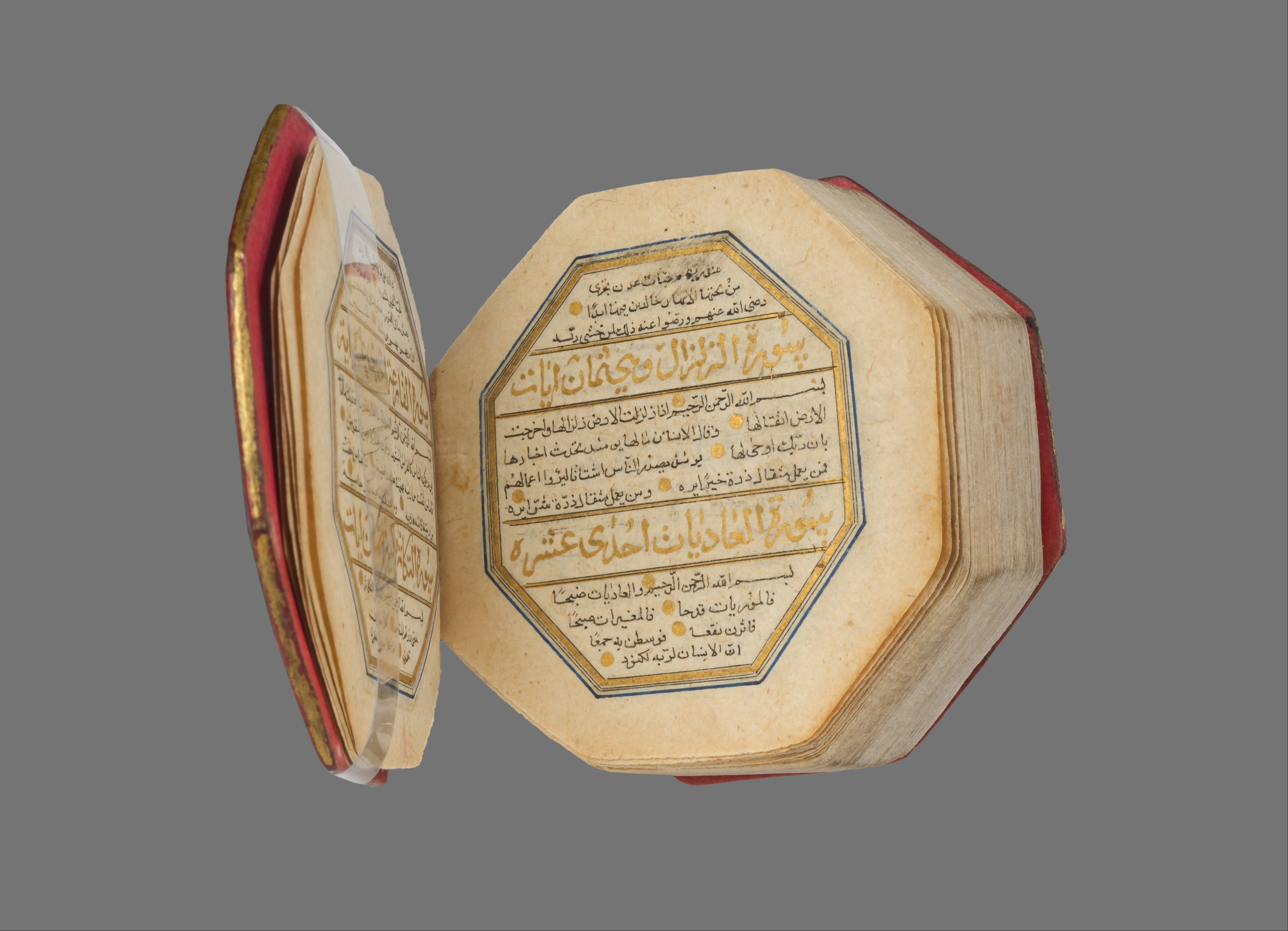
Iranischer Miniaturkoran aus dem 16. Jh. in Form eines oktogonalen Prismas. Zu sehen sind die in Gold ausgeführten Überschriften der Suren 99–102.

Die ältesten erhaltenen Miniaturkorane stammen vermutlich aus dem 10. Jahrhundert und können als Miniaturversionen zeitgenössischer Koranausgaben betrachtet werden. Sie treten als Kodizes im Hoch- und Querformat auf. Kurz danach tritt ein Typ von quadratischen Miniaturkoranen in Erscheinung (Blatthöhe ca. 8–12 cm), der allerdings auf das islamische Spanien und Nordafrika beschränkt ist und dort mindestens bis ins 16. Jahrhundert existiert. Im Osten der islamischen Welt wurden Miniaturkorane in größeren Mengen ab dem 14. Jahrhundert hergestellt, dabei vor allem als Kodizes in der Form eines oktogonalen Prismas. Diese „achteckigen“ Exemplare mit einer Blatthöhe von ca. 3–8 cm stellen den am häufigsten erhaltenen Typ dar. Die Mehrheit der verortbaren Manuskripte wurde im Iran angefertigt, deutlich weniger im Osmanischen Reich oder in Indien. Miniaturkoranrollen sind auf aneinandergeklebten Papierstreifen geschrieben und messen ca. 8–10 cm in der Breite und mehrere Meter in der Länge. Aufgerollt sind diese Manuskripte 2–6 cm dick. Sowohl in Kodex- als auch in Rollenform existieren zweibändige Koranausgaben mit dazugehörigen Schatullen, die z. B. ein paarweises Tragen an beiden Ärmeln gestatteten. Von diesen Buchformen abgesehen gibt es noch weitere, beispielsweise einen vermutlich osmanischen Koran aus dem 17. Jahrhundert auf Textil, der ebenfalls in Miniaturschrift beschrieben wurde. Ausgebreitet misst er zwar ca. 54 × 69 cm, konnte aber auf etwa 7,5 × 5,5 cm zusammengefaltet werden und war in diesem Zustand nicht größer als andere Miniaturkorane.

## Gedruckte Miniaturkorane

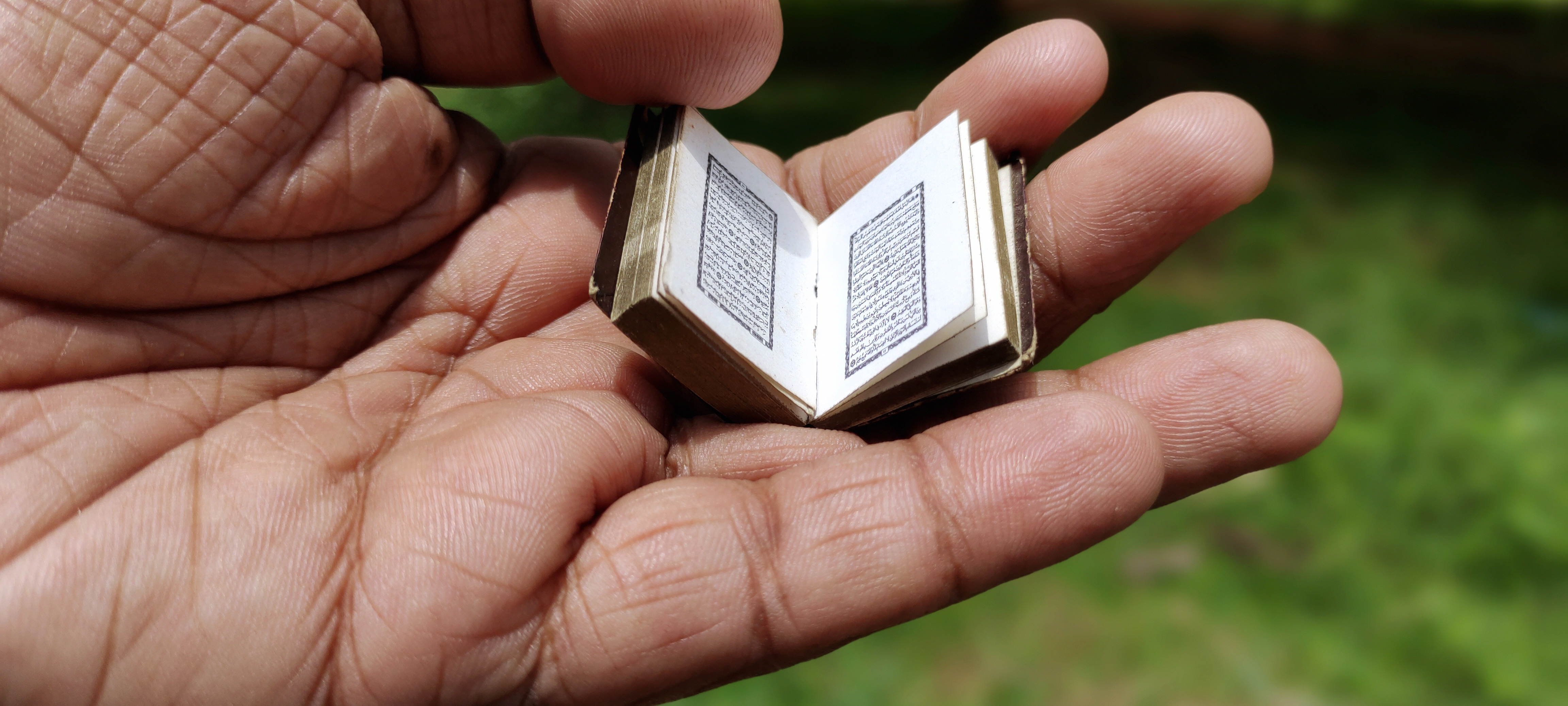
Moderner gedruckter Miniaturkoran, die linke Seite ist verkehrt herum eingebunden

Die frühesten gedruckten Miniaturkorane wurden wohl in den achtziger Jahren des 19. Jahrhunderts in der staatlichen Druckerei des Osman Zeki Bey in Istanbul hergestellt. Die dafür genutzte Technik war Fotolithografie, bei der eine Vorlage (z. B. von einer schon existierenden Koranabschrift) auch in verkleinerter Form auf einen Lithografiestein übertragen werden konnte. In Europa stellte ab 1896 der bereits mit anderen Miniaturbüchern vertraute schottische Drucker David Pryce Miniaturkorane her. Die Bücher wurden u. a. an Muslime in Indien und Afrika verkauft. Zur Zeit des Ersten Weltkriegs wurden zudem viele für Großbritannien kämpfende muslimische Soldaten mit gedruckten Miniaturkoranen versorgt. Offenbar besaßen bereits die ersten gedruckten Exemplare Lupen, damit der Text besser gelesen (oder zumindest als Korantext identifiziert) werden konnte. Dieses Merkmal findet sich auch an vielen später hergestellten Ausgaben, ist für handgeschriebene Miniaturkorane aber nicht belegt.

## Zweck und Verwendung von Miniaturkoranen
Einige arabische und osmanisch-türkische Quellen heben die Fertigkeit bestimmter Kalligrafen hervor, die die besonders kleine „Staubschrift“ (qalam al-ġubār) beherrschten, die auch in Miniaturkoranen verwendet wurde. Es ist daher anzunehmen, dass – ungeachtet der noch zu nennenden Nutzungsweisen – die Herstellung solcher kleinen Bücher auch als handwerkliche Herausforderung angesehen wurde, die eines gewissen Selbstzwecks nicht entbehrt. Die naheliegendste Nutzungsweise einer Koranausgabe, das Lesen oder Rezitieren, ist bei Miniaturkoranen aufgrund der winzigen Schrift eigentlich nur schwer möglich. Tatsächlich aber beschreibt eine der frühesten Erwähnungen eines solchen Korans genau diese Art der Verwendung. Eine größere Zahl von Belegen gibt es jedoch dafür, dass diese Bücher gar nicht geöffnet wurden, sondern im geschlossenen Zustand in Schatullen oder Säckchen aufbewahrt bzw. aufgehängt wurden. Europäische und osmanische Augenzeugen in der Frühen Neuzeit beschreiben, dass kleine Korane an die Spitzen bestimmter Fahnenstangen der Osmanen gebunden wurden. Es ist anzunehmen, dass es ähnliche Praktiken auch in anderen Regionen der islamisch geprägten Welt gab; zudem wurden Miniaturkorane vermutlich auch in der osmanischen Marine an Schiffsmasten befestigt.
Europäische Reisende beschreiben das Tragen von Miniaturkoranen am Körper oder an den Ärmeln für höhergestellte Personen und Pilger im Nahen Osten im 18. und in der ersten Hälfte des 19. Jahrhunderts. In dieser Art der Verwendung sollten die Korane vermutlich vor Gefahr schützen und/oder eine enge Verbindung zu Gott bewirken bzw. zum Ausdruck bringen, wofür es aber soweit keine expliziten Belege von muslimischer Seite gibt. Stattdessen stützen sich diese Deutungen des Phänomens auf die große Menge ähnlicher Amulettpraktiken (z. B. mit koranischen oder magischen Formeln beschriebene Zettel, die gefaltet am Körper getragen wurden) und die Beschreibungen westlicher Augenzeugen. Die Bezeichnung als maṣāḥif ḥamāʾilīya suggeriert ebenfalls eine Verwendung als „getragenes“ oder „aufgehängtes“ Buch, zudem wurde die Pluralform ḥamāʾil auch für (aufgehängte) Amulette und kleine Gebetbücher mit ebenfalls apotropäischer Wirkmacht verwendet. Die persönliche oder gar körperliche Beziehung zum Göttlichen wiederum, die mit dem Tragen eines Korans nah am Körper herbeigeführt bzw. ausgedrückt werden konnte, ist ein typisches Ziel und Motiv in der islamischen Mystik. Die zunehmende Popularität des Sufismus fällt ungefähr mit der „Hochphase“ von Miniaturkoranmanuskripten (etwa im 14.–18. Jahrhundert) zusammen und könnte zumindest indirekt als „Nährboden“ für die Praktik gedient haben.
Der Buchdruck hat Miniaturkorane zu alltäglichen und erschwinglichen Objekten gemacht, die sich als Accessoires an Kleidung und Taschen oder aufgehängt an den Innenspiegeln von Autos finden. Die in der islamisch geprägten Welt nach wie vor große Verbreitung von Talismanen und Glücksbringern (und den dazugehörigen Überzeugungen) legt aber nahe, dass auch die gedruckten Miniaturkorane bis heute – bewusst oder unbewusst – als Apotropaia verstanden werden.